# La Acebeda
La Acebeda är en kommun i Spanien.   Den ligger i den autonoma regionen Madrid, i den centrala delen av landet, 80 km norr om huvudstaden Madrid. Antalet invånare är 68 (2024)